# Emiliano Zapata, Álvaro Obregón
Emiliano Zapata är en ort i Mexiko.   Den ligger i kommunen Álvaro Obregón och delstaten Michoacán de Ocampo, i den södra delen av landet, 210 km väster om huvudstaden Mexico City. Emiliano Zapata ligger 1 842 meter över havet och antalet invånare är 563.
Terrängen runt Emiliano Zapata är platt österut, men västerut är den kuperad. Runt Emiliano Zapata är det ganska tätbefolkat, med 111 invånare per kvadratkilometer. Närmaste större samhälle är Álvaro Obregón, 7,1 km sydost om Emiliano Zapata. Trakten runt Emiliano Zapata består till största delen av jordbruksmark.